# Präsidentschaftswahl in Malawi 2020
Die Präsidentschaftswahl in Malawi 2020 fand am 23. Juni statt. Mit einer absoluten Mehrheit der Stimmen gewann Lazarus Chakwera und übernahm das Amt des Präsidenten von Malawi am 28. Juni 2020.
Die Präsidentschaftswahl 2019, die Amtsinhaber Peter Mutharika gewonnen hatte, war am 3. Februar 2020 für ungültig erklärt worden. Es war nach der Präsidentschaftswahl in Kenia im August 2017 das zweite Mal in der afrikanischen Geschichte, dass eine landesweite Wahl aufgrund eines Gerichtsbeschlusses wiederholt wurde. Die Malawi Electoral Commission (MEC) war für die Organisation der Wahl verantwortlich. Bei dieser Wahl entschied erstmals die absolute Mehrheit der Stimmen.
Im August 2021 prüfte das Verfassungsgericht eine Klage der Progressiven Demokratischen Partei von Peter Mutharika. Er forderte die Annullierung der Präsidentschaftswahl 2020, weil vier seiner Vertreter mit Sitzverbot in der Wahlkommission belegt worden seien.

## Registrierung und Wahllokale
2019 waren 6.859.570 Malawier für die Wahl registriert. Es gab 5002 Wahllokale. Diese Zahlen wurden auch für die Wiederholungswahl angegeben.

## Vorgeschichte
Mutharika (Democratic Progressive Party, DPP) hatte nach Angaben der Wahlkommission mit rund 39 % der Stimmen die Wahl im Jahr 2019 gewonnen. Sein größter Konkurrent Lazarus Chakwera (Malawi Congress Party, MCP) hatte 35 % erhalten, Saulos Chilima (United Transformation Movement, UTM) rund 20 %. Nach dem damaligen Wahlrecht blieb Mutharika somit Präsident. Dies löste monatelange Unruhen aus. Am 3. Februar 2020 erklärte das malawische Verfassungsgericht das Ergebnis der Präsidentschaftswahl für ungültig und ordnete eine neue Abstimmung binnen 150 Tagen an. Als Begründung wurden schwere Unregelmäßigkeiten, etwa die „signifikante“ Anwendung von Korrekturflüssigkeit, genannt. Nach dem Gerichtsbeschluss sollte die Wiederholungswahl anders als die ungültige Wahl in einer Stichwahl entscheiden werden, wenn kein Kandidat die absolute Mehrheit erhalten hat. Außerdem ordnete das Gericht an, dass bei der Wiederholungswahl nur Kandidaten antreten dürfen, die bereits 2019 zur Wahl gestanden hatten.
Im Vorfeld der Wahl schlossen sich am 19. März 2020 sieben Oppositionsparteien unter Führung von MCP, UTM und People’s Party zum Wahlbündnis Tonse Alliance zusammen; bis zum Wahltag waren es neun Parteien.
Der Termin der Abstimmung wurde erst auf den 19. Mai 2020 festgelegt, dann auf den 2. Juli und schließlich auf den 23. Juni, damit die 150-Tage-Frist eingehalten werden konnte.
Die Abstimmung fand während der COVID-19-Pandemie statt. Trotz der Warnungen der MEC, dessen Führung Anfang Juni ausgetauscht wurde, wurden Kundgebungen abgehalten, bei denen Hygieneregeln missachtet wurden. Zum Zeitpunkt der Wahl gab es in Malawi rund 800 bestätigte COVID-19-Fälle.

### Wahlverfahren
Im Falle keiner absoluten Mehrheit sollte eine Stichwahl entscheiden.

### Kandidaten
Amtsinhaber Peter Mutharika von der Democratic Progressive Party (DPP) trat erneut an, sein Vizepräsidentschaftskandidat war sein vormaliger Gegenkandidat Atupele Muluzi (United Democratic Front, UDF). Lazarus Chakwera von der MCP mit dem Vizepräsidentschaftskandidaten Saulos Chilima (UTM) war der Kandidat des Oppositionsbündnisses. Der dritte Kandidat war Peter Kuwani vom Mbakuwaku Movement for Development (MMD), der mit Archibald Kalawang’oma antrat.

## Ablauf
Nationale Wahlbeobachter lobten die reibungslose Organisation, einschließlich der Umsetzung der Hygienemaßnahmen.

## Ergebnis
| Kandidaten                          | Parteien                           | Stimmen   | %    |
| ----------------------------------- | ---------------------------------- | --------- | ---- |
| Lazarus Chakwera                    | Malawi Congress Party              | 2.604.043 | 59,3 |
| Peter Mutharika                     | Democratic Progressive Party       | 1.751.877 | 39,9 |
| Peter Kuwani                        | Mbakuwaku Movement for Development | 32.456    | 0,7  |
| Gesamt                              | Gesamt                             | 4.388.376 | 100  |
|                                     |                                    |           |      |
| Ungültige Stimmen                   | Ungültige Stimmen                  | 57.323    | 1,3  |
| Wähler                              | Wähler                             | 4.445.699 | 64,8 |
| Wahlberechtigte                     | Wahlberechtigte                    | 6.859.570 |      |
|                                     |                                    |           |      |
| Quelle: Malawi Electoral Commission |                                    |           |      |